# Ashlyn Gere
Ashlyn Gere, född Kimberly Ashlyn McKamy den 14 september 1967 i Cherry Point i North Carolina i USA, är en amerikansk skådespelare. Hon har främst medverkat i pornografiska filmer och blivit invald i AVN Hall of Fame. 

## Karriär
Under 1980-talet spelade hon med i flera B-filmer. Hon agerade också som body double i filmerna Basic Instinct och Ett oanständigt förslag.
1990 började hon agera i pornografiska filmer. Åren 1995–1996 medverkade hon i TV-serien Slaget om Tellus, under namnet Kimberly Patton, samtidigt som hon fortsatte sin porrkarriär. Hon har också spelat i filmerna The One och Willard samt medverkat i ett avsnitt av Arkiv X. Hon har spelat in över 100 porrfilmer.